# Rebecca Preston
Rebecca Preston (* 4. September 1979) ist eine ehemalige Triathletin aus Australien und vierfache Ironman-Siegerin (2005–2007).

## Werdegang
Rebecca Preston startet seit 2003 als Triathlonprofi und wurde zunächst von Brett Sutton trainiert. Im Mai 2004 wurde sie in Portugal Vierte bei der Triathlon-Weltmeisterschaft in der Klasse 25 – 29 Jahre.
Bei ihrem ersten Ironman-Start konnte sie 2005 in Sherborne in Großbritannien die Goldmedaille erreichen. 2006 gewann sie den Ironman in Zürich und nur zwei Wochen später war sie auch in Klagenfurt siegreich. 
Im Oktober 2007 wurde sie Fünfte beim Ironman Hawaii (Ironman World Championships). In der Saison 2008 konnte sie aber bei fünf von sechs Ironman-Starts das Ziel nicht erreichen.
2010 zog Preston wieder nach Sunshine Coast (Queensland), um ihre begonnene Laufbahn als Lehrerin fortzusetzen.
Im Januar 2015 gab Brett Sutton bekannt, dass Rebecca Preston – welche die letzten achtzehn Monate zuvor bereits wieder als Amateur gestartet war – neben Nicola Spirig, Daniela Ryf und Mary Beth Ellis Mitglied seines Teams trisutto würde.
Seit 2015 tritt sie nicht mehr international in Erscheinung.

## Sportliche Erfolge
| Datum/Jahr    | Rang | Wettbewerb                              | Austragungsort   | Zeit     | Bemerkung                                                                         |
| ------------- | ---- | --------------------------------------- | ---------------- | -------- | --------------------------------------------------------------------------------- |
| 26. Apr. 2015 | 13   | Ironman 70.3 Texas                      | Galveston Island | 02:21:40 |                                                                                   |
| 11. Apr. 2015 | 1    | The Big Rock & In The Dirt Triathlons   | San José         | 04:29:38 |                                                                                   |
| 28. März 2015 | DNF  | Ironman 70.3 California                 | Oceanside        | –        | Rennabbruch nach 29:46 min Schwimmen und mehreren Reifenpannen auf der Radstrecke |
| 14. Sep. 2014 | 4    | Ironman 70.3 Sunshine Coast             | Sunshine Coast   | 04:28:47 | hinter Caroline Steffen, Radka Vodičková, Gina Crawford                           |
| 15. Juni 2014 | 1    | Rev3 Williamsburg                       | Williamsburg     | 02:10:28 |                                                                                   |
| 5. Aug. 2007  | 1    | Antwerp Ironman 70.3                    | Antwerpen        | 04:19:14 | [ 4 ]                                                                             |
| 5. Feb. 2006  | 1    | Hell of the West                        | Goondiwindi      | 04:13:16 | 2 km Schwimmen, 80 km Radfahren und 20 km Laufen                                  |
| 9. Mai 2004   | 4    | ITU Triathlon World Championships 25-29 | Madeira          | 02:21:21 |                                                                                   |

| Datum/Jahr    | Rang | Wettbewerb                | Austragungsort   | Zeit     | Bemerkung                                                      |
| ------------- | ---- | ------------------------- | ---------------- | -------- | -------------------------------------------------------------- |
| 16. Mai 2015  | 9    | Ironman Texas             | The Woodlands    | 09:26:23 |                                                                |
| 8. Dez. 2013  | DNF  | Ironman Western Australia | Busselton        | –        | Rennabbruch auf der Radstrecke nach 57:12 min Schwimmen        |
| 23. Nov. 2013 | DNF  | Challenge Forster         | Forster          | –        | Rennabbruch auf der Radstrecke nach 23:16 min Schwimmen        |
| 4. Juli 2010  | DNF  | Ironman Austria           | Klagenfurt       | –        | Rennabbruch auf der Radstrecke wegen Beinkrämpfen              |
| 27. Feb. 2010 | DNF  | Ironman Malaysia          | Langkawi         | –        |                                                                |
| 11. Okt. 2008 | DNF  | Ironman Hawaii            | Hawaii           | –        |                                                                |
| 31. Aug. 2008 | 29   | Ironman Louisville        | Louisville       | 10:06:15 |                                                                |
| 24. Aug. 2008 | DNF  | Ironman Canada            | Penticton        | –        |                                                                |
| 22. Juni 2008 | DNF  | Ironman France            | Nizza            | –        |                                                                |
| 13. Juni 2008 | DNF  | Ironman Switzerland       | Zürich           | –        | [ 5 ]                                                          |
| 2008          | DNF  | Ironman Korea             | Seogwipo         | –        |                                                                |
| 13. Okt. 2007 | 5    | Ironman Hawaii            | Hawaii           | 09:26:55 |                                                                |
| 26. Aug. 2007 | DNF  | Ironman Korea             | Seogwipo         | –        |                                                                |
| 8. Juli 2007  | 3    | Ironman Austria           | Klagenfurt       | 09:15:55 |                                                                |
| 24. Juni 2007 | 1    | Ironman Switzerland       | Zürich           | 09:20:43 | Sieg vor der Schweizerin Sibylle Matter                        |
| 28. Feb. 2007 | 4    | Ironman Malaysia          | Langkawi         | 10:03:08 |                                                                |
| 16. Juli 2006 | 1    | Ironman Austria           | Klagenfurt       | 09:07:36 |                                                                |
| 2. Juli 2006  | 1    | Ironman Switzerland       | Zürich           | 09:24:19 | Rebecca Preston gewinnt den 10. Ironman Switzerland in Zürich. |
| 10. Mai 2006  | 5    | Ironman Lanzarote         | Playa del Carmen | 10:31:12 |                                                                |
| 15. Okt. 2005 | 11   | Ironman Hawaii            | Hawaii           | 09:33:40 |                                                                |
| 22. Aug. 2005 | 1    | Ironman UK                | Sherborne        | 09:37:58 | Sieg vor Katja Schumacher                                      |

| Datum/Jahr   | Rang | Wettbewerb        | Austragungsort | Zeit     | Bemerkung |
| ------------ | ---- | ----------------- | -------------- | -------- | --------- |
| 9. Nov. 2008 | 1    | Powerman Malaysia | Seri Manjung   | 03:09:41 | [ 6 ]     |

(DNF – Did Not Finish)